# Jürgen Stock
Jürgen Stock (Wetzlar, Alemania, 4 de octubre de 1959) es un oficial de policía alemán quien actualmente ejerció como el octavo Secretario General de la Organización Internacional de Policía Criminal - INTERPOL, habiendo sucedido a Ronald K. Noble el 7 de noviembre de 2014. Antes de llegar a la INTERPOL, Stock fue vicepresidente de la Oficina Federal de Investigación Criminal de Alemania entre 2004 y 2014.